# ツネイシ・スポーツアクト
特定非営利活動法人ツネイシ・スポーツアクト（とくていひえいりかつどうほうじんツネイシ・スポーツアクト）は、広島県福山市においてスポーツ振興事業で教育およびまちづくりを推進するNPO法人。

## 概要
2011年9月7日NPO法人認可。福山市沼隈町に本社がある常石造船（ツネイシホールディングス）の関連会社でグループ内のサービス業を一括していた”ツネイシヒューマンサービス”(現在のツネイシLR)からスポーツ振興事業部門が独立した形で発足した団体である。現在でも常石のCSR活動の一環としてサポートを受けている。
主な活動拠点は沼隈町のみろくの里を中心とした福山市。サッカークラブFCツネイシを中心としたサッカー育成普及事業を軸に、青少年教育およびまちづくり系NPO法人として活動している。

## 活動例

### FCツネイシ
元々はサンフレッチェ広島F.Cとの提携で任意団体”サンフレッチェみろくの里”(のち～常石)として1994年に発足した。NPO発足当初もサンフレと提携していたが、2012年にFCバイエルン・ミュンヘンへ提携先を変えたことにより”FCバイエルンツネイシ”と名称を変更した。2022年シーズンからはチーム名を”FCツネイシ”と改称して活動している。
練習拠点の中心は都道府県フットボールセンター整備助成事業で完成した広島県フットボールセンター（ツネイシフィールド）。チームとしてはユース(U-18)を頂点とする男子と、元岡山湯郷Belleの福原理恵を監督とするレディースチームを運営する。スクールは年代を問わず幅広く募集している。

### その他
みろくの里で研修および合宿を行う学校の生徒を主な対象として、カッターボートを体験することで青少年を育成する場を提供していた。ほか、
- 沼隈町を利用した野外体験事業
- サイクリング活動
- テニス活動

## 出身者

### スタッフ
2022年7月時点
FCツネイシ
| 役職           | 氏名     | ライセンス                              | 備考       |
| U15監督        | 森秀昭   | 日本サッカー協会A級コーチ               |            |
| U12監督        | 前川和也 | 日本サッカー協会A級コーチ・GK A級コーチ | 元日本代表 |
| レディース監督 | 福原理恵 | 日本サッカー協会B級コーチ               |            |

### 出身選手
サンフレッチェみろくの里/常石時代
- 寄井憲
- 桒田慎一朗
- 加藤潤也
- 田中雄輝
- 千布一輝
- 澤井一希（ジュビレッチェ）

FCバイエルン・ツネイシ時代
- 木和田匡
- 曽我大地
- 伊藤明里

## 参考資料
- 特定非営利活動法人ツネイシ・スポーツアクト - 広島県
- CSR - 常石グループ